# Saint-Hilaire-Taurieux
Saint-Hilaire-Taurieux is een gemeente in het Franse departement Corrèze (regio Nouvelle-Aquitaine) en telt 97 inwoners (2009). De plaats maakt deel uit van het arrondissement Tulle.

## Geografie
De oppervlakte van Saint-Hilaire-Taurieux bedraagt 8,6 km², de bevolkingsdichtheid is dus 11,3 inwoners per km².
De onderstaande kaart toont de ligging van Saint-Hilaire-Taurieux met de belangrijkste infrastructuur en aangrenzende gemeenten.

## Demografie
Onderstaande figuur toont het verloop van het inwonertal (bron: INSEE-tellingen).